# District de Záhony
Le district de Záhony (en hongrois : Záhonyi járás) est un des 13 districts du comitat de Szabolcs-Szatmár-Bereg en Hongrie. Créé en 2013, il compte 38 363 habitants et rassemble 11 localités : 9 communes et 2 villes dont Záhony, son chef-lieu.

## Localités
- Benk
- Eperjeske
- Győröcske
- Komoró
- Mándok
- Tiszabezdéd
- Tiszamogyorós
- Tiszaszentmárton
- Tuzsér
- Záhony
- Zsurk